# Животные-людоеды

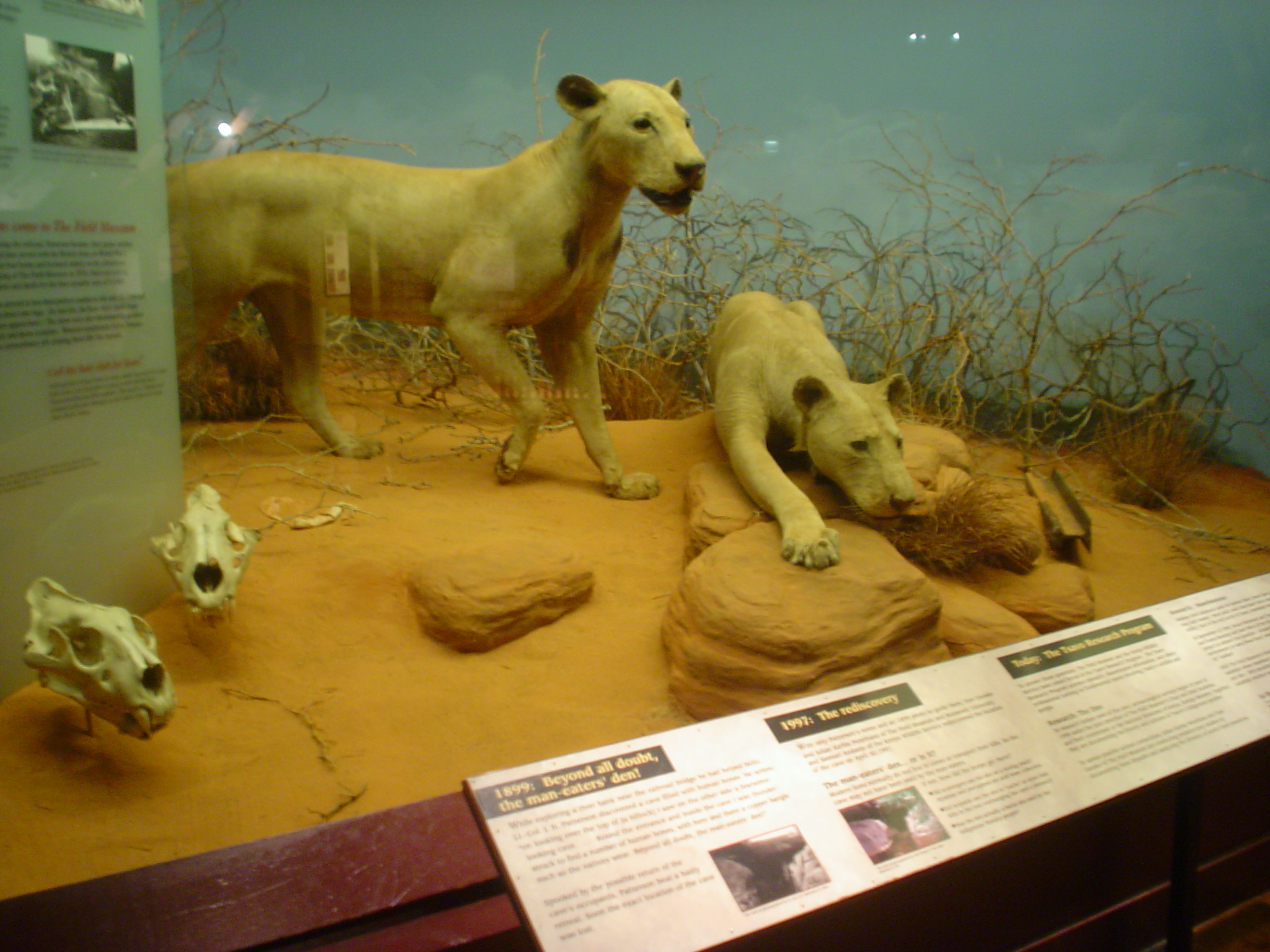
Львы-людоеды из Цаво в Музее естественной истории им. Филда, Чикаго

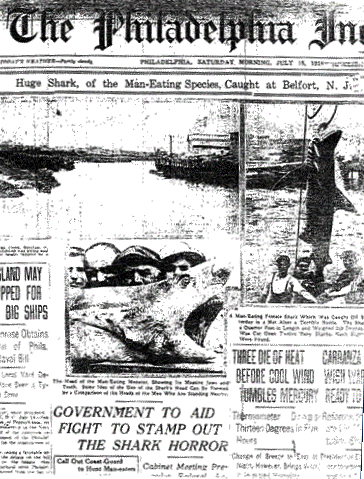
Газета «The Philadelphia Inquirer» сообщает о нападении акулы-людоеда у побережья Нью-Джерси

Людоедами считаются животные, которые способны не только напасть на взрослого человека, но при случае также съесть его. Животные, которые нападают на человека только случайно и в составе большой группы (например, пираньи), и животные, убивающие людей, но не поедающие их в силу своих пищевых привычек (например, травоядные), не считаются людоедами. Насекомые (например, вши) и вообще членистоногие (например, клещи), питающиеся человеческой кровью и тканями, также не называются людоедами, а считаются паразитами.
Среди следующих групп животных встречаются животные-людоеды:
- Крупные акулы: белая акула, акула-бык, тигровая акула, длиннокрылая акула.
- Рептилии: многие настоящие крокодилы, миссисипский аллигатор, черный кайман, а также комодский варан.
- Кошачьи: в основном тигры, львы и леопарды.
- Собачьи: волки, в ряде случаев могут быть опасны шакалы и койоты, а также бродячие собаки
- Гиены: в особенности пятнистые гиены и полосатые гиены.
- Медвежьи: бурый медведь, белый медведь.

Животные-людоеды не обитают в антропогенной среде, поэтому инциденты происходят большей частью в отдалённых и близких к природе областях. Причиной конфликта между человеком и животным, которое часто находится под защитой государства, может являться притеснение последнего в своей естественной среде обитания.
Иногда люди, в окружении которых обитают потенциальные животные-людоеды, сознавая повседневную угрозу для жизни и необходимость справиться с ситуацией, развивают религиозные учения (тотемизм, реинкарнация).
Человеческое общество, как правило, требует поиска и убийства животного-людоеда, жертвой которого стал человек. В случае с кошачьими и медвежьими, которые, как правило, избегают встречи с человеком, это обосновано повышенной опасностью повторения инцидента. Представителей других групп животных убивают в этой ситуации, как правило, из мести. Помимо этого для членов некоторых религиозных групп имеет значение получить тело погибшего для проведения ритуала погребения.

## Знаменитые животные-людоеды

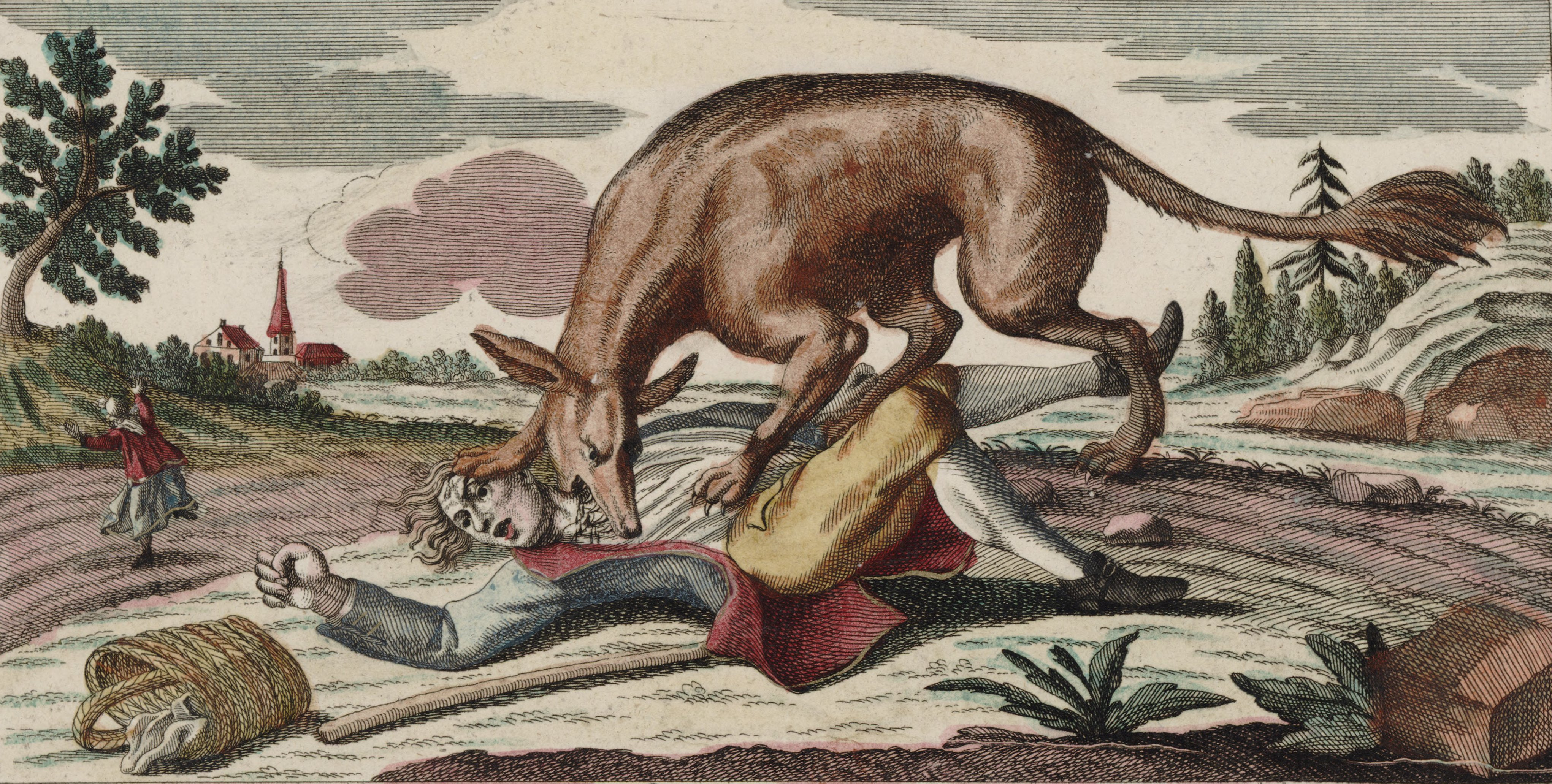
Гравюра с изображением Жеводанского зверя

- Жеводанский зверь — терроризировал население французской провинции Жеводан с 1 июня 1764 по 19 июля 1767 года. В течение трех лет было совершено до 250 нападений на людей, 119 из которых закончились смертями[1].
- Людоеды из Цаво — два льва-людоеда, действовавшие в районе реки Цаво (современная Кения) в 1898 году, во время строительства Угандийской железной дороги[2].
- Чампаватская тигрица — бенгальский тигр, убитый в 1907 году известным охотником Джимом Корбеттом. Как утверждается, чампаватская тигрица убила 436 человек в Непале и индийском регионе Кумаон[3].
- Крокодил по прозвищу Густав — крупный самец нильского крокодила, проживающий в Бурунди (жив и сегодня). Печально известен тем, что является людоедом и, как утверждают авторитетные источники[какими?], только за последние несколько лет убил 200—300 человек, а возможно, и более, у берегов реки Рузизи и северных берегов озера Танганьика[4].
- Леопард из Рудрапраяга — самец индийского леопарда, убивший и съевший по меньшей мере 125 человек в районе округа Рудрапраяг (на территории современного индийского штата Уттаракханд)[5].
- Двупалый Том[англ.] — огромный аллигатор, обитавший в болотах на границах Алабамы и Флориды в 20-х годах XX века.
- Кесагаке — бурый медведь, совершивший ряд жестоких убийств в деревне Санкэбэцу на острове Хоккайдо (Япония) в 1915 году.